# Grantchester
Pour les articles homonymes, voir Grantchester (homonymie).
Ne doit pas être confondu avec Grandchester.
Grantchester est un village du Cambridgeshire sis sur la rivière Cam (anciennement Granta), en Angleterre (Royaume-Uni). Il est répertorié dans le Domesday Book (1086) en tant que Grantesete et Grauntsethe. Grantchester est cité comme étant l'endroit comptant la plus grande concentration de récipiendaires de prix Nobel, la plupart d'entre eux étant ou ayant été en général des membres de la très proche université de Cambridge.
Les touristes et les étudiants s'y rendent souvent depuis Cambridge avec un bachot (une barque à fond plat, "Punt" en Anglais) pour pique-niquer dans les prés ou prendre un thé au salon de thé The Orchard. Parmi les pensionnaires de la Orchard House figura le poète edwardien Rupert Brooke, qui s'installa plus tard au Old Vicarage (en). En 1912, installé alors à Berlin, il écrivit un poème exprimant son mal du pays qu'il intitula « The Old Vicarage, Grantchester ». La pension est actuellement la résidence de la physicienne de Cambridge Mary Archer et de son époux, Jeffrey Archer, Baron Archer de Weston-super-Mare.
Le sentier menant à Cambridge qui longe les prés de Grantchester est surnommé le Grantchester Grind. Plus loin en amont, se trouve Byron's Pool (« l'étang de Byron »), qui tire son nom de Lord Byron dont on dit qu'il y nagea. Cet étang se trouve aujourd'hui près d'un petit barrage contemporain d'où le Bourn Brook (en) s'écoule dans la Cam.

## Anecdotes
- Grantchester est le sujet de la chanson Grantchester Meadows, composée et interprétée par Roger Waters, qui figure sur le disque studio du double album Ummagumma de Pink Floyd.
- Une légende prétend qu'un souterrain va de Old Manor house à la chapelle de King's College, à deux miles de là (environ trois kilomètres). La légende dit qu'un violoniste proposa de parcourir ce souterrain en jouant de son instrument ; sa musique devint de plus en plus faible jusqu'à ne plus être audible et nul ne vit ni n'entendit plus jamais le violoniste. Sur une carte de Grantchester du XVIIe siècle, l'un des champs est dénommé Fiddler's Close (« enclos du violoniste »).
- Grantchester est la ville natale de David Gilmour, guitariste et chanteur du groupe de rock Pink Floyd.
- Grantchester est le titre et le principal lieu de l'action d'une série télévisée policière en cours dont les cinq premières saisons ont été diffusées sur la chaîne ITV à partir du 6 octobre 2014, avec James Norton et Robson Green.